# Ligue européenne masculine de volley-ball
Pour les articles homonymes, voir Ligue européenne.
La Ligue européenne masculine de volley-ball est une compétition européenne de volley-ball, organisée par la confédération européenne de volley-ball, et se déroulant durant la même période que la Ligue mondiale, dont on peut considérer qu'elle est une déclinaison à l'échelle continentale et permettant aux nations de moindre importance de participer à une épreuve internationale durant l'été.

## Équipes participantes
Comme la plupart des équipes participant à la Ligue mondiale sont européennes, la Ligue européenne est privée de ses meilleurs éléments continentaux. En outre, certaines équipes régulièrement présentes en Ligue mondiale, telles que la Russie, ont pu rejoindre la Ligue européenne à une occasion pour diverses raisons. Cela fait que la liste des participants à la Ligue européenne est dans l'ensemble moins stable d'une année sur l'autre par rapport à son homologue mondiale. Chaque année depuis 2009, le vainqueur de la Ligue européenne est invité à participer aux qualifications de la Ligue mondiale. Six pays y participent : les deux plus mauvaises équipes de la Ligue mondiale précédentes et 4 challengers (1 européen, 1 asiatique, 1 africain et 1 pour les Amériques).

## Palmarès
| 2004 Détails | Opava            | République tchèque                                    | Russie                                                | Pays-Bas                                              | Allemagne                                             |                                                       |                                                       |
| 2005 Détails | Kazan            | Russie                                                | Finlande                                              | Espagne                                               | Turquie                                               |                                                       |                                                       |
| 2006 Détails | Izmir            | Pays-Bas                                              | Croatie                                               | Grèce                                                 | Turquie                                               |                                                       |                                                       |
| 2007 Détails | Portimão         | Espagne                                               | Portugal                                              | Slovaquie                                             | Slovénie                                              |                                                       |                                                       |
| 2008 Détails | Bursa            | Slovaquie                                             | Pays-Bas                                              | Turquie                                               | Allemagne                                             |                                                       |                                                       |
| 2009 Détails | Portimão         | Allemagne                                             | Espagne                                               | Portugal                                              | Slovaquie                                             |                                                       |                                                       |
| 2010 Détails | Guadalajara      | Portugal                                              | Espagne                                               | Turquie                                               | Roumanie                                              |                                                       |                                                       |
| 2011 Détails | Košice           | Slovaquie                                             | Espagne                                               | Slovénie                                              | Roumanie                                              |                                                       |                                                       |
| 2012 Détails | Ankara           | Pays-Bas                                              | Turquie                                               | Espagne                                               | Slovaquie                                             |                                                       |                                                       |
| 2013 Détails | Marmaris         | Belgique                                              | Croatie                                               | République tchèque                                    | Turquie                                               |                                                       |                                                       |
| 2014 Détails | Pas de pays hôte | Monténégro                                            | Grèce                                                 | Macédoine                                             | Slovénie                                              |                                                       |                                                       |
| 2015 Détails | Walbrzych        | Slovénie                                              | Macédoine                                             | Pologne                                               | Estonie                                               |                                                       |                                                       |
| 2016 Détails | Varna            | Estonie                                               | Macédoine                                             | Autriche                                              | Bulgarie                                              |                                                       |                                                       |
| 2017 Détails | Gentofte         | Ukraine                                               | Macédoine                                             | Suède                                                 | Danemark                                              |                                                       |                                                       |
| 2018 Détails | Karlovy Vary     | Estonie                                               | République tchèque                                    | Turquie                                               | Portugal                                              |                                                       |                                                       |
| 2019 Détails | Tallinn          | Turquie                                               | Biélorussie                                           | Pays-Bas                                              | Estonie                                               |                                                       |                                                       |
| 2020         | -                | Édition annulée en raison de la pandémie de Covid-19. | Édition annulée en raison de la pandémie de Covid-19. | Édition annulée en raison de la pandémie de Covid-19. | Édition annulée en raison de la pandémie de Covid-19. | Édition annulée en raison de la pandémie de Covid-19. | Édition annulée en raison de la pandémie de Covid-19. |

## Tableau des médailles
| Rang | Nation            | Or | Argent | Bronze | Total |
| ---- | ----------------- | -- | ------ | ------ | ----- |
| 1    | Turquie           | 2  | 1      | 3      | 6     |
| 2    | Pays-Bas          | 2  | 1      | 2      | 5     |
| 3    | Slovaquie         | 2  | 0      | 1      | 3     |
| 4    | Estonie           | 2  | 0      | 0      | 2     |
| 5    | Espagne           | 1  | 3      | 2      | 6     |
| 6    | Portugal          | 1  | 1      | 1      | 3     |
|      | Tchéquie          | 1  | 1      | 1      | 3     |
| 8    | Russie            | 1  | 1      | 0      | 2     |
| 9    | Slovénie          | 1  | 0      | 1      | 2     |
| 10   | Allemagne         | 1  | 0      | 0      | 1     |
|      | Belgique          | 1  | 0      | 0      | 1     |
|      | Monténégro        | 1  | 0      | 0      | 1     |
|      | Ukraine           | 1  | 0      | 0      | 1     |
| 14   | Macédoine du Nord | 0  | 3      | 0      | 3     |
| 15   | Croatie           | 0  | 2      | 0      | 2     |
| 16   | Grèce             | 0  | 1      | 1      | 2     |
| 17   | Finlande          | 0  | 1      | 0      | 1     |
| 18   | Autriche          | 0  | 0      | 1      | 1     |
|      | Pologne           | 0  | 0      | 1      | 1     |
|      | Suède             | 0  | 0      | 1      | 1     |
|      | Biélorussie       | 0  | 0      | 1      | 1     |